# Temple de Kalikambal
Le temple de Kālikāmbal est un temple hindou dédié à Kālikāmbāl (Kāmākshi) et à Kamadeswarar (Shiva), situé dans le quartier de George Town à Madras en Inde. Le temple est situé sur la rue Thambu Chetty, une artère commerciale et financière de premier plan à Georgetown, parallèle à Rajaji Salai (North Beach Road ou First Line Road), la rue du front de mer.

## Histoire
Le temple était à l'origine situé près du rivage, sur le site de l'actuel Fort Saint-George . Lorsque la Compagnie britannique des Indes orientales a construit le fort, le temple a été déplacé sur le site actuel le 1er mars 1640. La construction s'est poursuivie jusqu'en 1678.
Chhatrapati Shivaji, le roi guerrier marathe du XVIIe siècle et fondateur de l'empire marathe, avait effectué une visite à ce temple le 3 octobre 1677, alors qu'il menaçait d'assiéger la ville,,. Le poète d'expression tamoule Subramaniya Bharathi était un visiteur régulier du temple au début du XXe siècle. L'hymne dévotionnel tamoul Ullam Uruguthaiya, dédié à Muruga (Karttikeya), a été composé dans ce temple par Andavan Pichai en 1952,.
Dans les années 1980, un nouveau gopuram de 10 mètres de haut (rajagopuram) a été ajouté à la structure existante. La construction de la tour a commencé le 22 janvier 1976 et s'est achevée le 21 janvier 1983. Une autre extension majeure a été réalisée en 2014[réf. nécessaire].
La divinité du temple est connue sous d'autres noms, tels que கோட்டை அம்மன் (kōṭṭaiammaṉ) ou « Déesse du Fort » (கோட்டை (kōṭṭai) signifiant « fort », puisqu'elle était à l'origine logée à l'emplacement du fort) et Chennamman (Centhooram ou Senthooram signifiant « sindoor », poudre sacrée de couleur vermillon),.

## Culte
La déité principale (moolavar ou mula murti) est tournée vers l'ouest. La légende raconte que la divinité était vénérée par des demi-dieux et des saints, dont Vyasa, Agastya, Aangeerasa, Pulastya et Varuna. La divinité de procession (urchavar ou utsava murti) s'appelle Periyanayaki, une idole en position debout sur un char, avec les idoles de Mahalakshmi et Saraswati de chaque côté.
D'autres sanctuaires dans le temple sont consacrés à Shiddi Vinayakar et à Shiddi-Bhuddi Vinayakar (Ganesh), Agora Veerabadhra, Mahakali, Vadakathirkama Murugan, Virat Vishwa Parabrahma, Gayatri, Durga, Dakshinamurthy et Pratyangira.
L'eau sacrée (sthala theertha) du temple est l'eau de mer et l'arbre sacré (sthala vriksha) est le manguier (Mangifera indica).
La fête du temple et son ratha yatra est organisée au mois de Vaikasi (mai-juin). La célébration se distingue par ses chars (les ratha ou ther) peu communs, le poonther, un char fait de fleurs et de végétaux, et le kinnither, un char fait de vaisselles d'argent.

## Gestion
Le temple est géré héréditairement par la communauté Vishvakarma, sur ordre de la Haute Cour de Madras. Le conseil d'administration et de gestion, composé de 5 membres, étant élu par les hommes de cette communauté.